# Пайпстоун (округ, Міннесота)
Шаблон:StateAbbr_ 44°01′ пн. ш. 96°15′ зх. д. / 44.02° пн. ш. 96.25° зх. д.
Округ  Пайпстоун (англ. Pipestone County) — округ (графство) у штаті  Міннесота, США. Ідентифікатор округу 27117.

## Історія
Округ утворений 1857 року.

## Демографія
За даними перепису 
2000 року 
загальне населення округу становило 9895 осіб, зокрема міського населення було 4112, а сільського — 5783.
Серед мешканців округу чоловіків було 4763, а жінок — 5132. В окрузі було 4069 домогосподарств, 2727 родин, які мешкали в 4434 будинках.
Середній розмір родини становив 2,96.
Віковий розподіл населення поданий у таблиці:
| Стать    | До 15 років | 15-21 | 22-29 | 30-39 | 40-49 | 50-65 | 65-85 | Понад 85 |
| -------- | ----------- | ----- | ----- | ----- | ----- | ----- | ----- | -------- |
| Чоловіки | 1043        | 473   | 366   | 608   | 718   | 703   | 730   | 122      |
| Жінки    | 975         | 487   | 343   | 618   | 702   | 747   | 980   | 280      |

## Суміжні округи
- Лінкольн — північ
- Лайон — північний схід
- Маррей — схід
- Рок — південь
- Міннігага, Південна Дакота — південний захід
- Муді, Південна Дакота — захід
- Брукінґс, Південна Дакота — північний захід

## Виноски
1. ↑  US Decennial Census. US Census Bureau. Архів оригіналу за 26 квітня 2015. Процитовано 24 жовтня 2014.
2. ↑  Historical Census Browser. University of Virginia Library. Архів оригіналу за 11 серпня 2012. Процитовано 24 жовтня 2014.
3. ↑  Population of Counties by Decennial Census: 1900 to 1990. US Census Bureau. Архів оригіналу за 4 серпня 2014. Процитовано 24 жовтня 2014.
4. ↑  Census 2000 PHC-T-4. Ranking Tables for Counties: 1990 and 2000 (PDF). US Census Bureau. Архів оригіналу (PDF) за 18 грудня 2014. Процитовано 24 жовтня 2014.
5. ↑  State & County QuickFacts. Бюро перепису населення США. Архів оригіналу за 7 червня 2011. Процитовано 1 вересня 2013.(англ.) Наведено за англійською вікіпедією.
6. ↑  American FactFinder. Бюро перепису населення США. Архів оригіналу за 26 лютого 2012. Процитовано 31 січня 2008.

| США | Це незавершена стаття з географії США. Ви можете допомогти проєкту, виправивши або дописавши її. |